# طبقه کارگر به بهشت می‌رود
طبقه کارگر به بهشت می‌رود (ایتالیایی: La classe operaia va in paradiso) فیلمی در ژانر درام به کارگردانی الیو پتری است که در سال ۱۹۷۱ منتشر شد. از بازیگران آن می‌توان به جان ماریا ولونته، ماری‌آنجلا ملاتو، لوئیجی دیبرتی، جوزپه فورتیس و فلاویو بوچی اشاره کرد.
این فیلم مشترکاً با ماجرای ماتئی توانست جایزهٔ نخل طلای جشنواره فیلم کن را از آنِ خود کند.